# Physa
Physa – rodzaj małych, słodkowodnych ślimaków płucodysznych z rodziny rozdętkowatych (Physidae), której jest typem nomenklatorycznym. W języku polskim określane są nazwą rozdętka. Znanych jest kilkanaście żyjących gatunków. Niektóre są spotykane w akwariach.
Zasiedlają gęsto porośnięte roślinnością jeziora i zbiorniki z wodą wolno płynącą lub stojącą. Spotykane niemal na całym świecie. W Polsce występuje rozdętka pospolita (Physa fontinalis); zaliczana przez niektórych autorów do tego rodzaju śródziemnomorska rozdętka zaostrzona (Physa acuta), zawleczona do Polski w latach 30. XX wieku, jest obecnie zaliczana do rodzaju Physella lub Haitia.
Ślimaki z tego rodzaju mają muszlę jajowatego kształtu, lewoskrętną, wysokości 8–12 mm, o bardzo cienkiej i przejrzystej ściance oraz gładkiej i błyszczącej powierzchni.

## Podział systematyczny
Do rodzaju Physa zaliczane są następujące współczesne gatunki:
- Physa arachleica Starobogatov & Prozorova, 1989
- Physa chippevarum (D.W. Taylor, 2003)
- Physa clarkei Ingersoll, 1875
- Physa dalmatina Küster, 1844
- Physa fontinalis (Linnaeus, 1758) – rozdętka pospolita
- Physa hankensis Starobogatov & Prozorova, 1989
- Physa jennessi Dall, 1919
- Physa megalochlamys D.W. Taylor, 1988
- Physa mirollii D.W. Taylor, 2003
- Physa skinneri D.W. Taylor, 1954
- Physa streletzkajae Starobogatov & Budnikova, 1967
- Physa taslei Bourguignat, 1860
- Physa vernalis D.W. Taylor & Jokinen, 1984

oraz gatunki wymarłe, znane tylko ze szczątków kopalnych:

- Physa aplexoides Yen, 1969 †
- Physa aravanica Zharnyl'skaya, 1965 †
- Physa aridi Mezzalira, 1974 †
- Physa bacca H.-Z. Pan & X.-G. Zhu, 2007 †
- Physa bajandaica Martinson, 1956 †
- Physa beijiangensis W. Yü & X.-Q. Zhang, 1982 †
- Physa boreaui Coquand, 1860 †
- Physa bullatula C.A. White, 1886 †
- Physa canadensis Whiteaves, 1885 †
- Physa carletoni Meek, 1873 †
- Physa cenomanensis Repelin, 1902 †
- Physa cepedaensis Perrilliat & Vega, 2008 †
- Physa changmaensis F. Guo, 1982 †
- Physa changzhouensis W. Yü, 1977 †
- Physa cokevillensis Yen, 1954 †
- Physa conispira Yen & Reeside, 1946 †
- Physa copei C.A. White, 1877 †
- Physa debilula H.-L. Gu, 1989 †
- Physa delecta Nicolas, 1891 †
- Physa doeringi Doello-Jurado, 1927 †
- Physa doliolum Matheron, 1843 †
- Physa dongtaiensis H.I. Gu, 1989 †
- Physa exquisita Y.-T. Li, 1985 †
- Physa felix C.A. White, 1878 †
- Physa fuxinensis X.-H. Yu, 1987 †
- Physa galei L.S. Russell, 1926 †
- Physa gaoyouensis W. Yü, 1977 †
- Physa globosa Yen, 1954 †
- Physa gracilis Nicolas, 1891 †
- Physa jingangkouensis H.-Z. Pan, 1983 †
- Physa kanabensis C.A. White, 1876 †
- Physa lacryma F. Sandberger, 1871 †
- Physa lacteana L.S. Russell, 1935 †
- Physa levis Y.-T. Li, 1984 †
- Physa liaoxiensis X.-H. Yu, 1987 †
- Physa longiuscula Meek & Hayden, 1856 †
- Physa meneghinii Sacco, 1886 †
- Physa mezzalirai Ghilardi, Carbonaro & Simone, 2011 †
- Physa michaudii Matheron, 1843 †
- Physa micra Yen & Reeside, 1946 †
- Physa minima Repelin, 1902 †
- Physa miqueli Caziot, 1905 †
- Physa montanensis Yen, 1951 †
- Physa naucatica Zharnyl'skaya, 1965 †
- Physa nebrascensis Meek & Hayden, 1856 †
- Physa nisidai K. Suzuki, 1941 †
- Physa nucleus Repelin, 1902 †
- Physa obtusiconica X.-H. Yu, 1987 †
- Physa opima Y.-T. Li, 1985 †
- Physa orientalis G.-X. Zhu, 1980 †
- Physa paravitimensis G.-X. Zhu, 1980 †
- Physa patula Nicolas, 1891 †
- Physa pijiagouensis X.-H. Yu, 1987 †
- Physa pygmaea Nicolas, 1891 †
- Physa qijiachuanensis Y.-T. Li, 1988 †
- Physa raris Y.-T. Li, 1984 †
- Physa rhomboidea Meek & Hayden, 1856 †
- Physa saxarubrensis L.S. Russell, 1957 †
- Physa scitula Y.-T. Li, 1983 †
- Physa secalina J. Evans & Shumard, 1856 †
- Physa shakengensis W. Yü & X.-Q. Zhang, 1982 †
- Physa shandongensis H.-Z. Pan, 1983 †
- Physa shantungensis Yen, 1969 †
- Physa simeyrolsensis Repelin, 1902 †
- Physa sinensis Yen, 1969 †
- Physa subacuta Benoist, 1873 †
- Physa subcylindrica Repelin, 1902 †
- Physa tenuicostata H.-J. Wang, 1982 †
- Physa usitata C.A. White, 1895 †
- Physa vitimensis Rammelmeyer, 1940 †
- Physa walcotti Yen & Reeside, 1946 †
- Physa wealdiana Coquand, 1856 †
- Physa wichmanni Parodiz, 1961 †
- Physa xiazhuanensis P. Wang, 1984 †
- Physa yuanchuensis Yü, 1963 †
- Physa yushugouensis G.-Z. Zhu, 1976 †
- Physa zhuoxianensis W. Yü & H.-Z. Pan, 1982 †